# Michael Apple

Michael W. Apple

Michael W. Apple é um teórico educacional especializado em educação e poder, política cultural, teoria e pesquisa curricular, ensino crítico e desenvolvimento de escolas democráticas.

Apple é professor emérito de Currículo e Instrução e Estudos de Políticas Educacionais na Escola de Educação da Universidade de Wisconsin-Madison, onde lecionou de 1970 a 2018. Antes de completar seu Ed.D. no Teachers College, Columbia University em 1970, Apple lecionou em escolas primárias e secundárias em Nova Jersey, onde cresceu, além de servir como presidente do sindicato de seus professores. Por mais de três décadas, Apple trabalhou com educadores, sindicatos, grupos dissidentes e governos em todo o mundo na mudança de políticas e práticas educacionais em direção à pedagogia crítica.